# Есквілінські ворота
Порта Есквіліна (лат. Porta Esquilina) — колишня міська брама у Сервіївському мурі в Римі. Збереглась у вигляді арки арки Галлієна.

## Опис
Знаходилися на Есквілінському пагорбі, з міста до брами вела clivus Suburanus, головна дорога Субура. За муром починалася Лабіканська дорога.
У республіканський період біля брами знаходилися місця для поховання, у I столітті до н. е. Гай Цільній Меценат збудував там сади — horti Maecenates, які після його смерті стали імператорськими володіннями.
У 262 році ворота присвятили імператору Галлієну, про що свідчить напис.
Порта Есквіліна — це квадратна у плані споруда, з травертину та великою аркою (висота-7.30 м, ширина — 3.5 м), два маленькі бічні проходи знесено у середні віки.

## Галерея

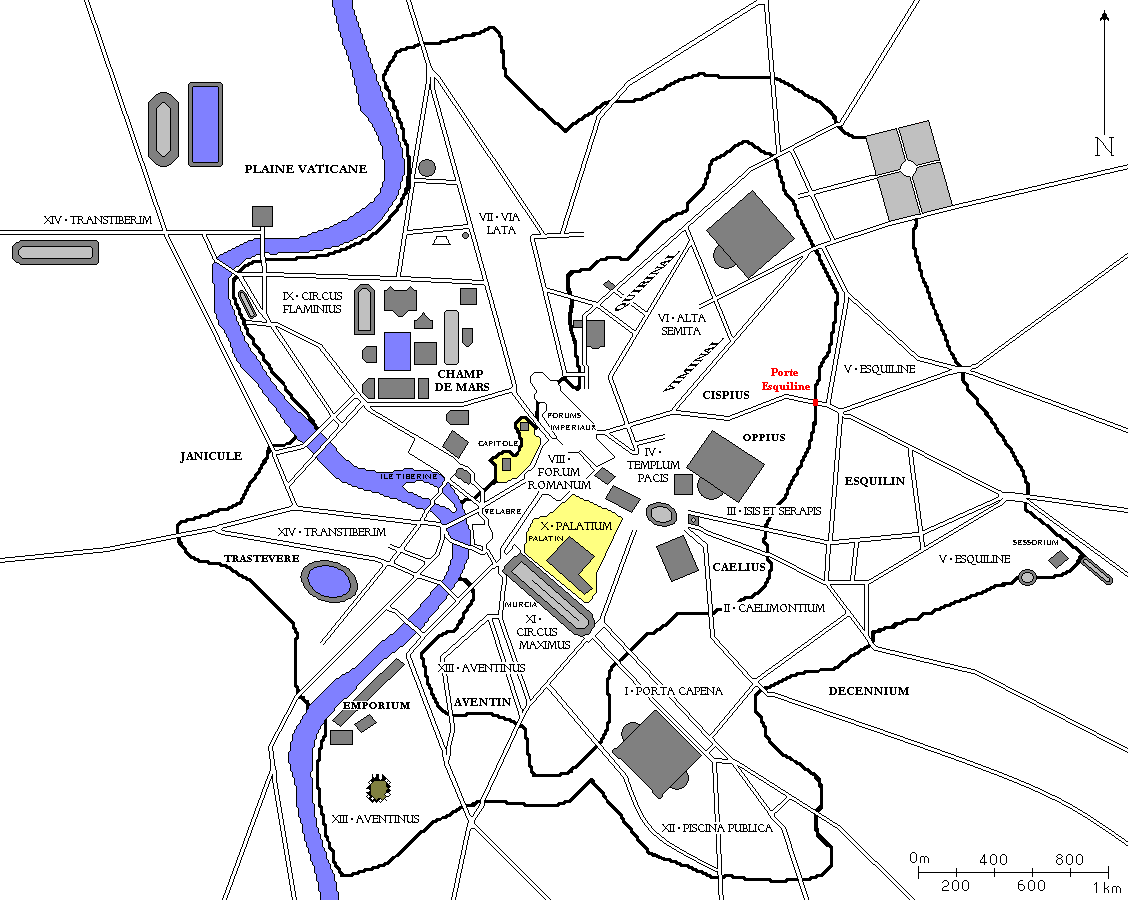
На мапі
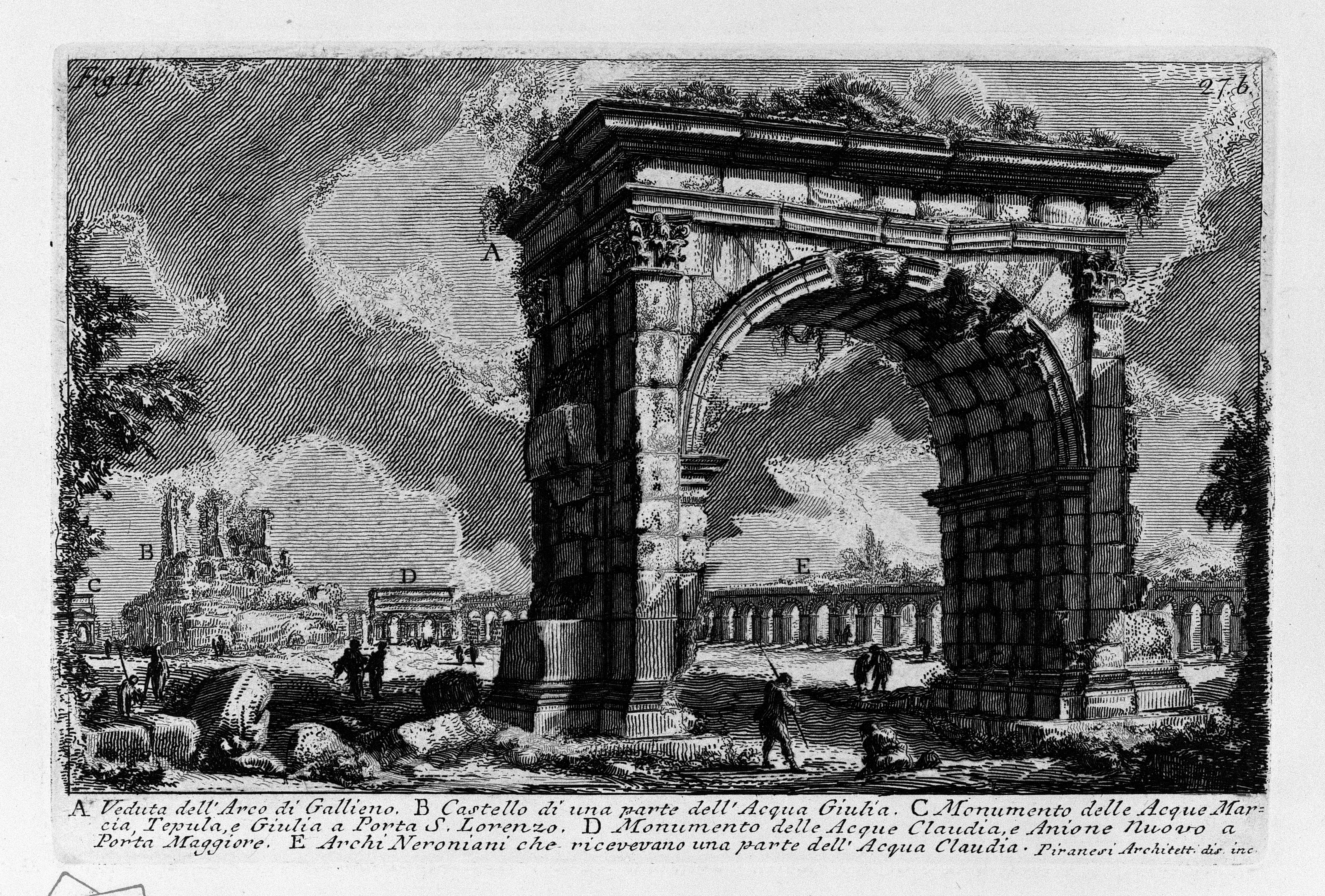
Гравюра
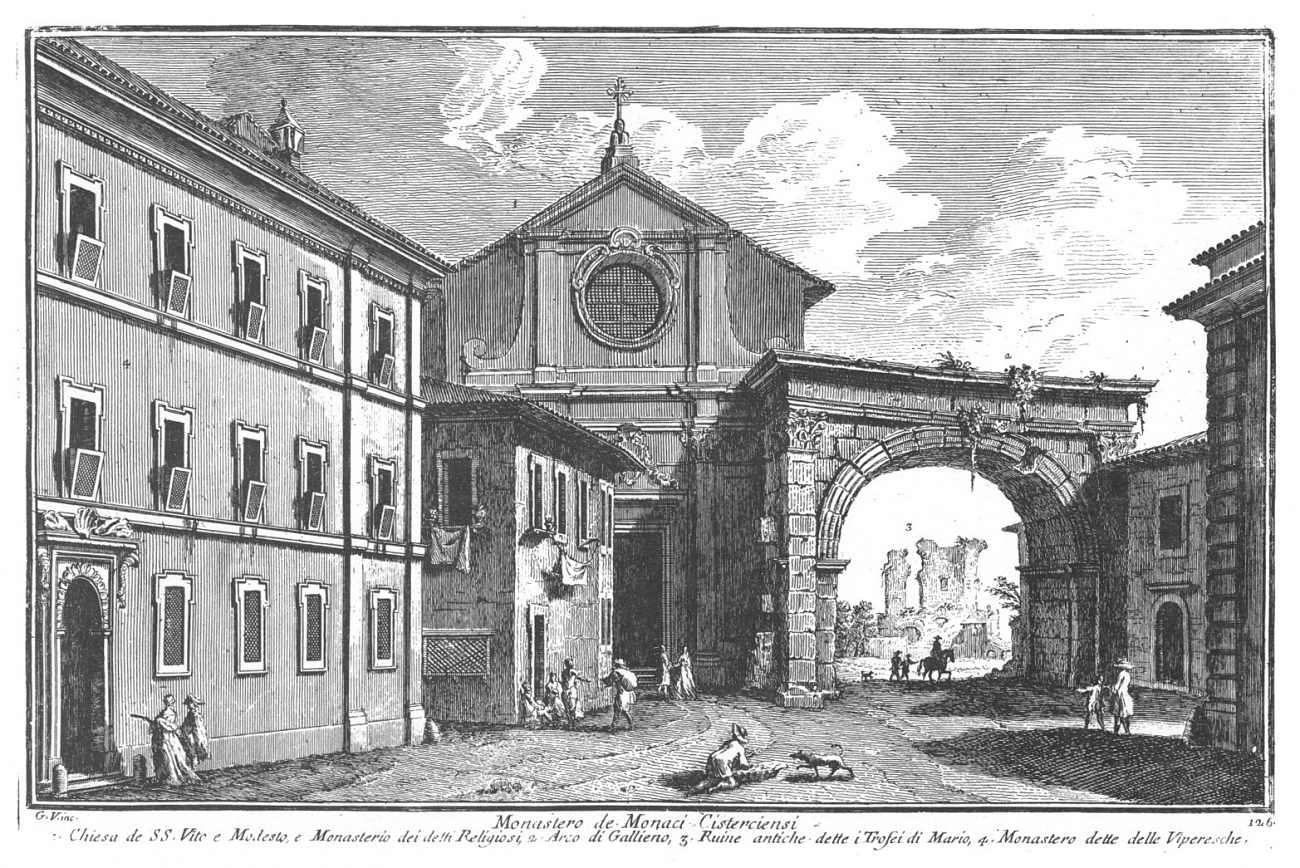
Арка та церква сан Віто та Модесто
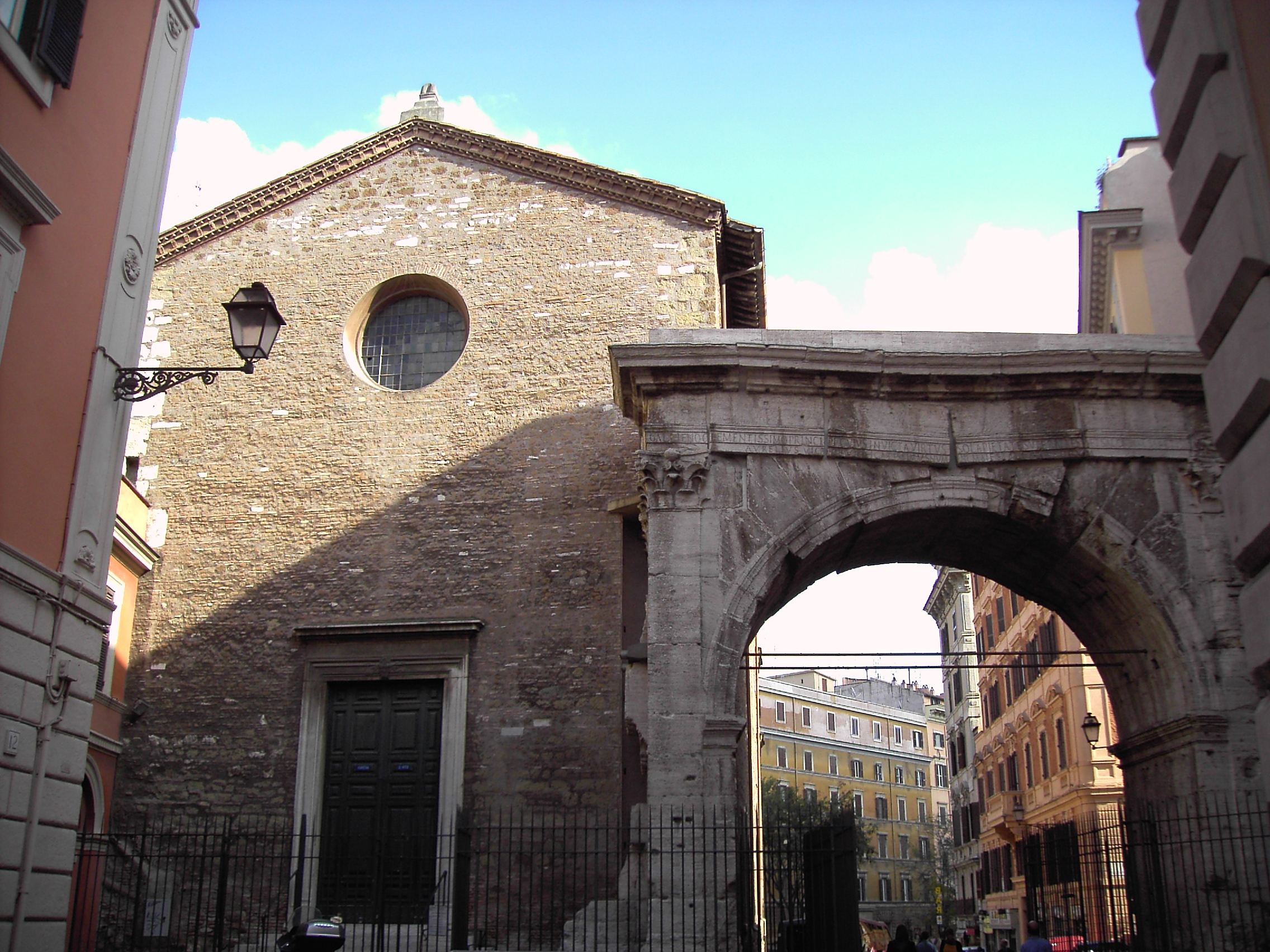
Арка та церква сан Віто
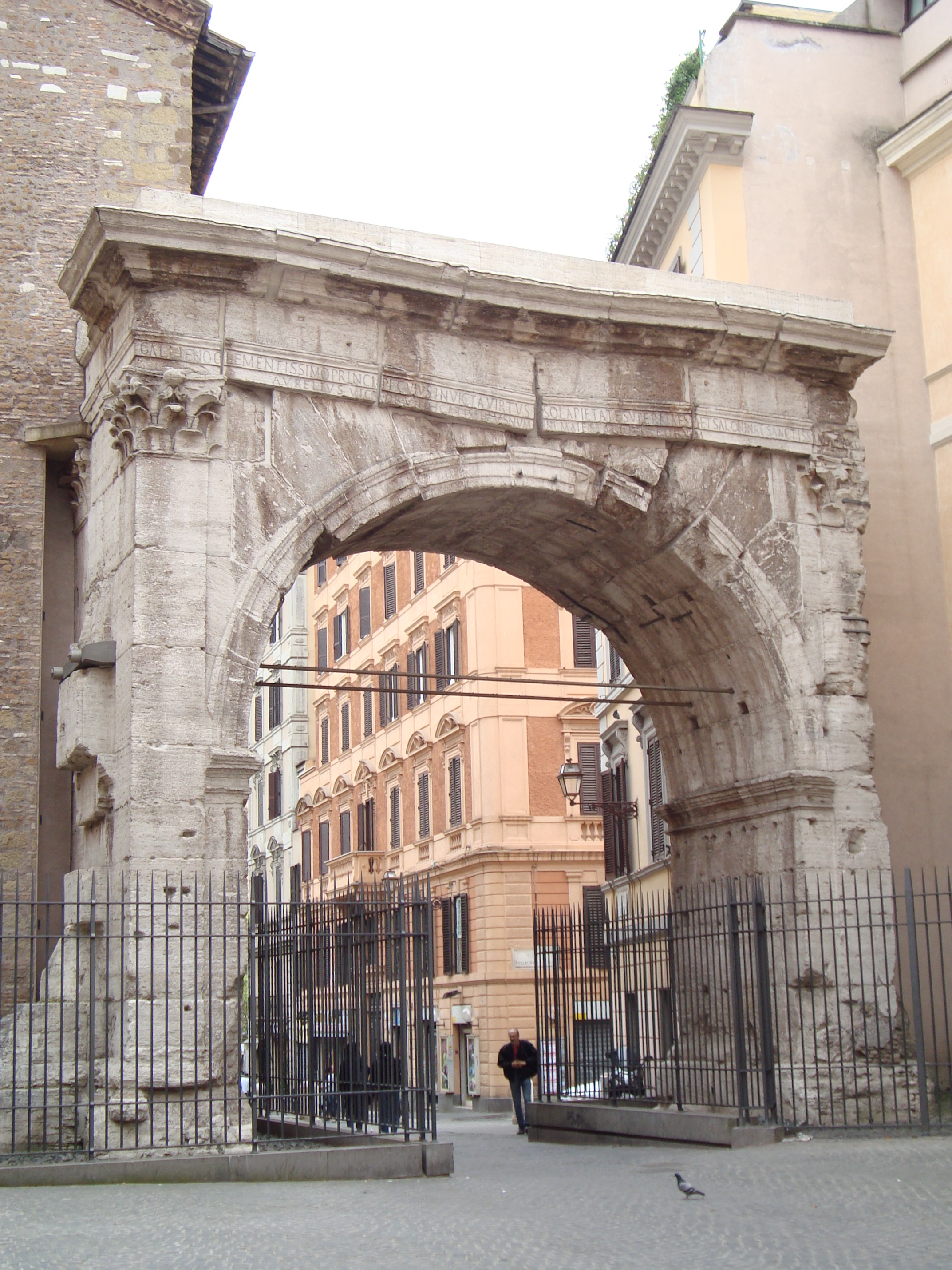
Арка Галлієна
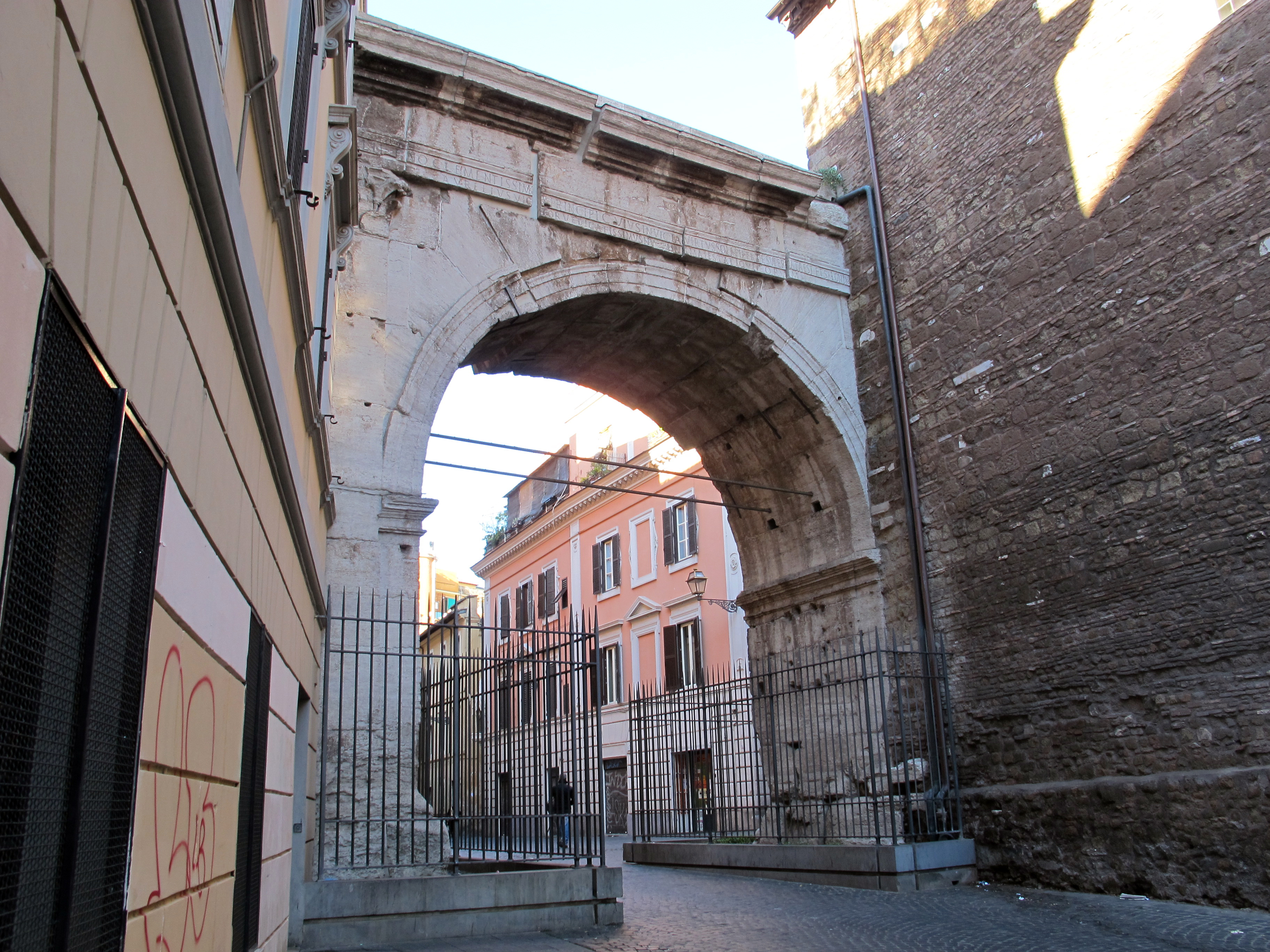
Арка Галлієна
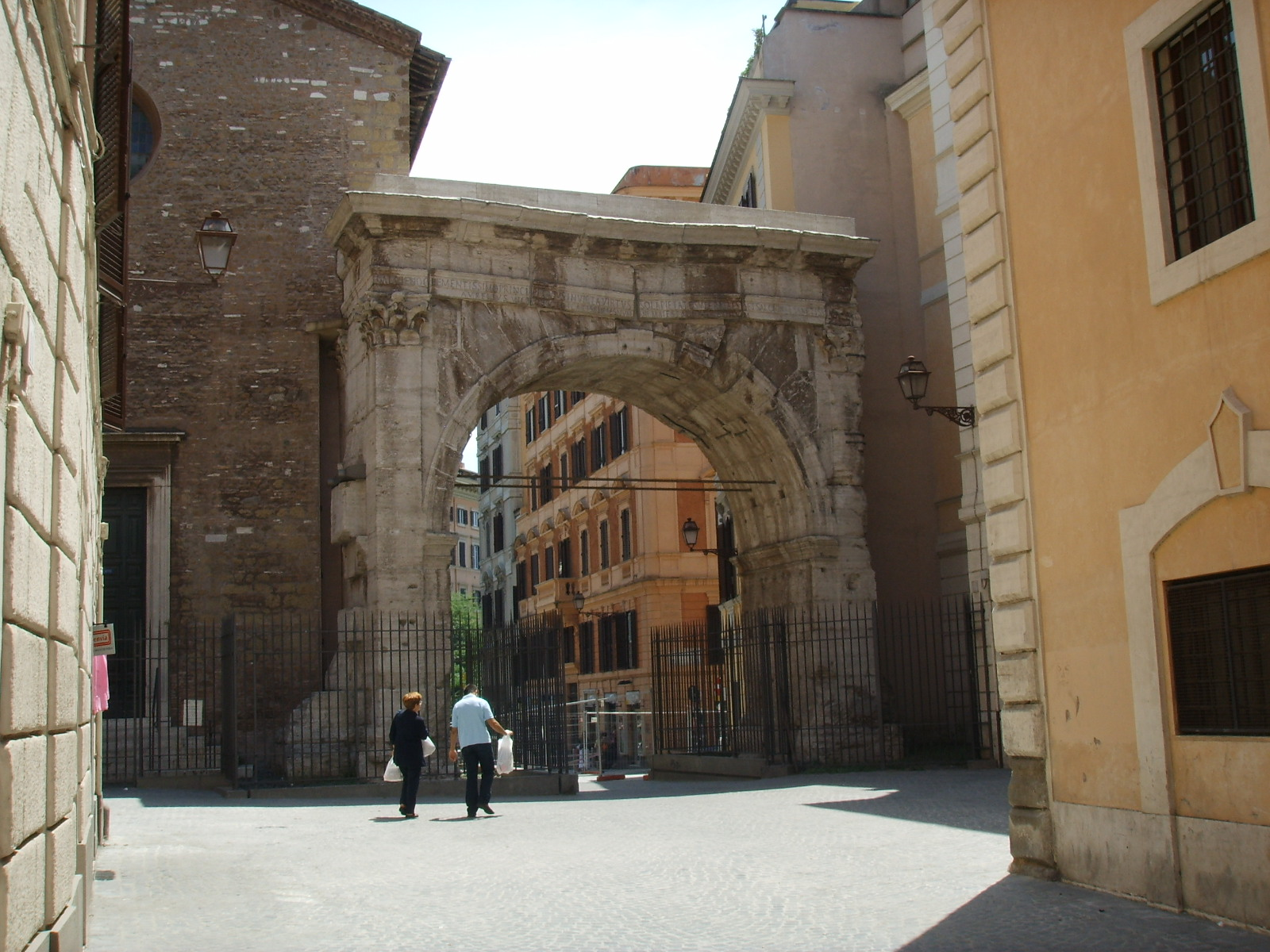
Арка Галлієна
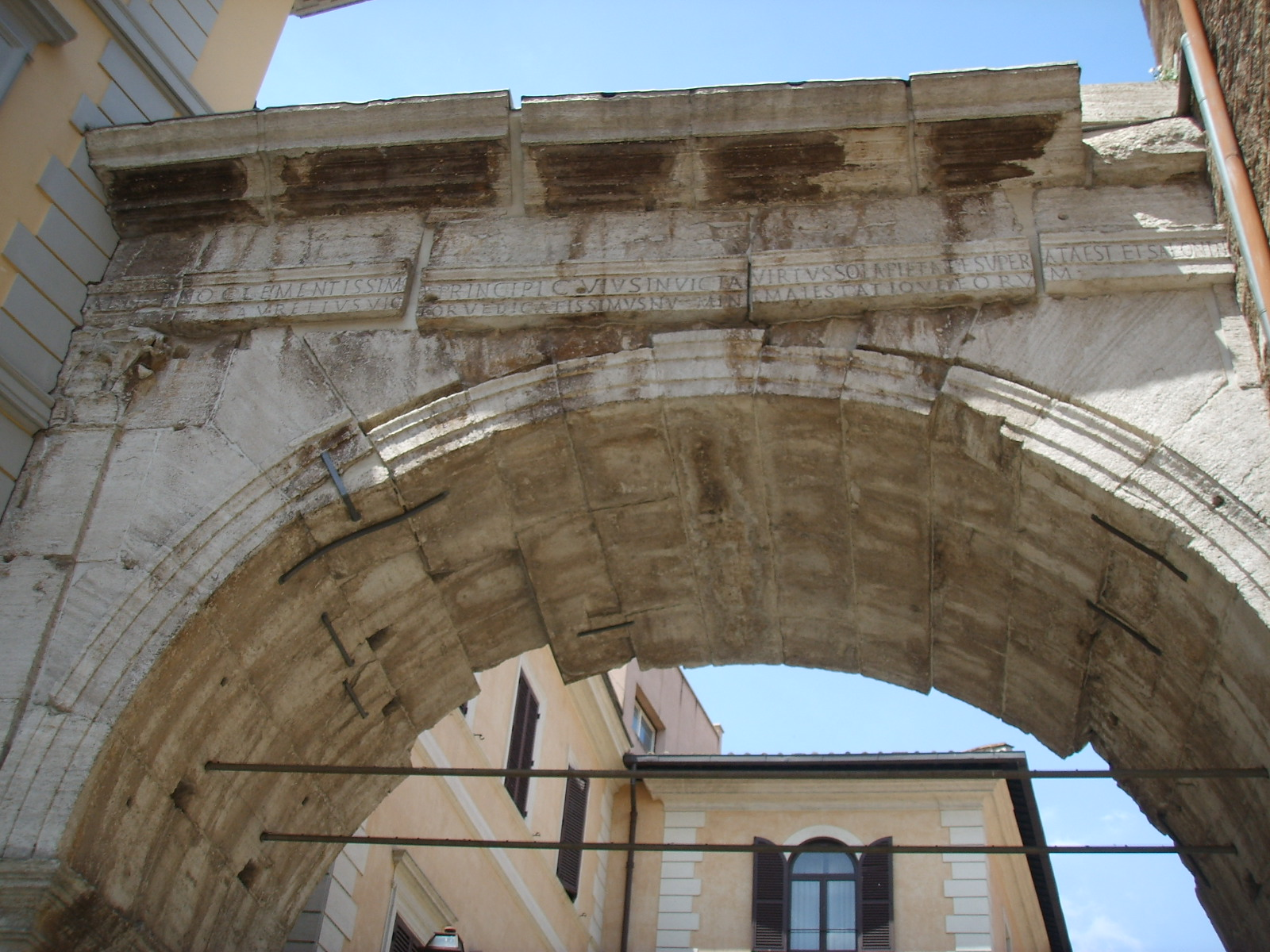
Арка Галлієна
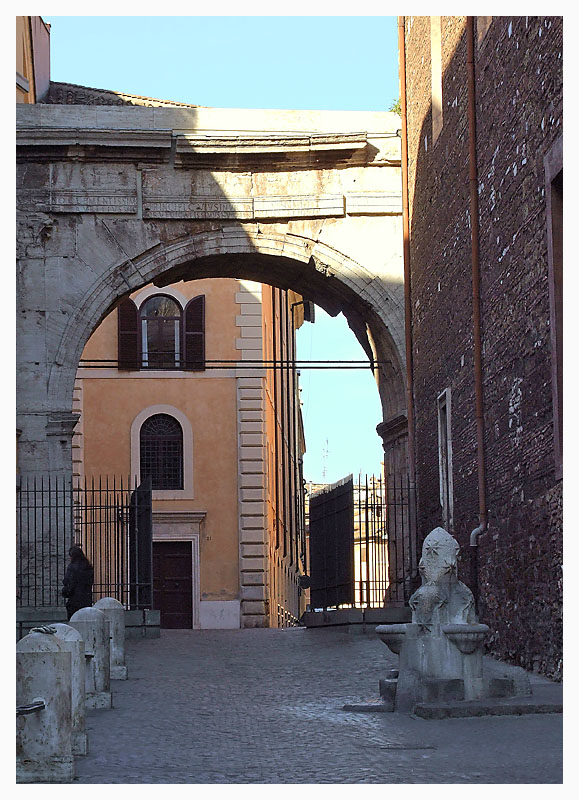
Арка Галлієна